# ヴァン・ジョンソン
ヴァン・ジョンソン（Van Johnson、1916年8月25日 - 2008年12月12日）は、アメリカ・ロードアイランド州出身の俳優、歌手、ダンサー。
赤毛でそばかす顔の「隣のおにいちゃん (boy next door)」のような親しみやすいルックスでアイドルスター (matinee idol) として人気を博す。また、その好青年イメージから「娘を結婚させたい男」と称された。
第二次世界大戦中はMGMの戦争映画で兵士役を演じ、当時のアメリカ青年の象徴となった他、ミュージカル俳優としても活躍した。

## 来歴
1916年にアメリカ・ロードアイランド州ニューポートで生まれる。父チャールズ・E・ジョンソンはスウェーデン生まれで幼い頃にアメリカに移住、配管工を経て不動産業者となった。母ロレッタはペンシルベニア・ダッチ（ゲルマン系ドイツ系アメリカ人）。ジョンソンが3歳の時に、彼の母親はアルコール中毒のために家を出る。残された父と1人息子の関係は冷ややかで不幸な少年時代を過ごす。そんな彼の心の支えになったのは映画であり、次第にショービジネスへの関心を深め、高校時代には歌やダンス、ヴァイオリンのレッスンを受ける。
1935年に高校を卒業すると、弁護士になって欲しかった父親の願いを無視し、ニューヨークに渡ってオフ・ブロードウェイの舞台に立つようになる。1939年に劇作家で演出家のジョージ・アボットがブロードウェイ・ミュージカル『Too Many Girls』に起用。更にその1940年の映画化作品にコーラスとして出演する（クレジットなし）。その後、ハリウッドの映画スタジオでスクリーンテストを受けるようになり、ワーナー・ブラザースと契約する。しかし、当時のワーナーの作風と彼の庶民的なルックスが合わなかったことから6ヶ月の契約は更新されずに終わる。ところが運良く、ちょうど陸軍に入隊したリュー・エアーズの代わりとなる俳優を探していたMGMと契約することになる。
1943年の映画『A Guy Named Joe』でブレイク。しかし、この映画の撮影中に交通事故に遭い、大怪我を負う。この怪我により頭蓋骨に金属板を埋め込むことになり、入隊資格を失う。また顔に負った多くの傷が当時の形成外科手術では完全に治すことができなかったため、以降厚いメイクで隠さざるを得なくなる。
1954年にMGMとの契約が終了した後も、様々な映画に出演する一方、舞台で歌手やミュージカル俳優として活動する。またテレビドラマにも出演するようになる。
1983年に42年ぶりにブロードウェイ・ミュージカルに出演。作品は『La Cage aux Folles』。

### 私生活
1947年に親友の俳優キーナン・ウィンの妻で元舞台女優のイヴ・アボットと、彼女がウィンと離婚した4時間後に結婚。後に娘を1人もうける。しかし1961年には妻イヴと別居、1968年に離婚が成立する。その後、再婚せず。
1963年に左大腿の皮膚がんの手術を受けた後、2度目の手術でリンパ腺を除去して癌を克服。
2008年に老衰で死去。

## 主な出演作品
| 公開年 | 邦題 原題                                                                     | 役名                                         | 備考       |
| ------ | ----------------------------------------------------------------------------- | -------------------------------------------- | ---------- |
| 1943   | 町の人気者 The Human Comedy                                                   | マーカス                                     |            |
| 1943   | キュリー夫人 Madame Curie                                                     | レポーター                                   |            |
| 1944   | 姉妹と水兵 Two Girls and a Sailor                                             | ジョン・ダイクマン・ブラウン3世              |            |
| 1944   | ドーヴァーの白い崖 The White Cliffs of Dover                                  | サム・ベネット                               |            |
| 1944   | 恋愛聴診器 3 Men in White                                                     | ランダル・エイムス                           |            |
| 1944   | 東京上空三十秒 Thirty Seconds Over Tokyo                                      | テッド・ローレンス                           |            |
| 1946   | 恋愛放送 No Leave, No Love                                                    | マイケル・ハンロン                           |            |
| 1948   | 逃げた花嫁 The Bride Goes Wild                                                | グレッグ・ロウリングス                       |            |
| 1948   | 愛の立候補宣言 State of the Union                                             | スパイク                                     |            |
| 1948   | 戦略爆撃指令 Command Decision                                                 | イマヌエル・T・エヴァンス                    |            |
| 1949   | ママは大学一年生 Mother Is a Freshman                                         | リチャード・マイケルズ                       |            |
| 1949   | グッド・オールド・サマータイム In the Good Old Summertime                     | アンドリュー・デルビー・ラーキン             |            |
| 1949   | 戦場 Battleground                                                             | ホーリー                                     |            |
| 1951   | 二世部隊 Go for Broke!                                                        | マイケル・グレイソン                         |            |
| 1953   | イージー・トゥ・ラブ Easy to Love                                             | レイ・ロイド                                 |            |
| 1954   | レッド・リバー Siege at Red River                                             | ジェームズ・S・シモンズ／ジム・ファラデイ    |            |
| 1954   | 第八ジェット戦闘機隊 Men of the Fighting Lady                                 | ハワード                                     |            |
| 1954   | ケイン号の叛乱 The Caine Mutiny                                               | スティーヴ                                   |            |
| 1954   | ブリガドーン Brigadoon                                                        | ジェフ・ダグラス                             |            |
| 1954   | 雨の朝巴里に死す The Last Time I Saw Paris                                    | チャールズ・ウィルズ                         |            |
| 1955   | 情事の終り The End of the Affair                                              | モーリス・ベンドリクス                       |            |
| 1956   | 瓶の底（脱獄囚） The Bottom of the Bottle                                     | ドナルド・マーティン／エリック・ベル         |            |
| 1956   | 雨の夜の慕情 Miracle in the Rain                                              | アート                                       |            |
| 1956   | 黒の誘拐 23 Paces to Baker Street                                             | フィリップ                                   |            |
| 1957   | 虎の行動 Action of the Tiger                                                  | カーソン                                     |            |
| 1959   | 前線命令 The Last Blitzkrieg                                                  | Sgt. Hans Von Kroner/Sgt. Leonard Richardson |            |
| 1960   | 逆転電撃作戦 The Enemy General                                                | アラン                                       |            |
| 1966   | 夜空の大空港 The Doomsday Flight                                              | アンダーソン                                 | テレビ映画 |
| 1968   | 青春ダイナマイト Where Angels Go Trouble Follows!                             | チェイス                                     |            |
| 1968   | 合併結婚 Yours, Mine and Ours                                                 | ダレル・ハリソン                             |            |
| 1969   | 空爆大作戦 La battaglia d'Inghilterra                                         | ジョージ・テイラー                           |            |
| 1969   | 怒りの用心棒 Il prezzo del potere                                             | ジェームズ・ガーフィールド                   |            |
| 1971   | 殺し屋株式会社 Company of Killers                                             | サム・ケイヒル                               | テレビ映画 |
| 1978   | スーパーボウル/殺意のファイナルゲーム Superdome                               | チップ・グリーン                             | テレビ映画 |
| 1979   | コンコルド Concorde Affaire '79                                               | スコット                                     |            |
| 1980   | 大統領の誘拐 The Kidnapping of the President                                  | イーサン・リチャード副大統領                 |            |
| 1983   | 死霊の暗殺/エトルスカン Assassinio al cimitero etrusco                        | マリガン                                     |            |
| 1985   | カイロの紫のバラ The Purple Rose of Cairo                                     | ラリー                                       |            |
| 1989   | キラー・クロコダイル Killer Crocodile                                         | 判事                                         |            |
| 1990   | デルタ・フォース・コマンド/暁の奪還 Delta Force Commando II: Priority Red One | マクレイランド                               |            |
| 1992   | スリーデイ トゥ キル/任務遂行せよ Three Days to a Kill                        | ハワード                                     |            |